# Geallieerde Controleraad
De Geallieerde Controleraad, ook bekend in het Duits als de Alliierter Kontrollrat of de Vier Machten (Duits: Vier Mächte), was een militair bestuursorgaan in de geallieerde bezettingszones in Duitsland na het einde van de Tweede Wereldoorlog in Europa. De leden waren de Verenigde Staten, het Verenigd Koninkrijk en de Sovjet-Unie. Frankrijk kreeg later ook een stem maar had geen taken. De Geallieerde Controleraad had zijn basis in Berlin-Schöneberg.

## Oprichting
Na de dood van Adolf Hitler werd Karl Dönitz Rijkspresident, overeenkomstig Hitlers politieke testament. Hij autoriseerde de onvoorwaardelijke overgave van alle Duitse troepen, die intrad op 8 mei 1945, en probeerde een regering te vormen onder rijkskanselier von Krosigk. Deze regering werd echter niet erkend door de geallieerden en op 23 mei werden Dönitz en de andere leden door Britse troepen gearresteerd.
Het overgavecontract dat door de Supreme Headquarters Allied Expeditionary Force in Reims gebruikt werd, was gemodelleerd naar een document dat een aantal dagen eerder gebruikt was toen de Duitse troepen in in Italië zich overgaven. Ze gebruikten niet het model dat opgesteld was door de Europese Adviescommissie (EAC). Dit veroorzaakte een juridisch probleem, want hoewel de Duitse troepen zich onvoorwaardelijk hadden overgegeven, was het burgerlijke Duitse bestuur niet opgenomen in de overgave. Dit werd als een belangrijk probleem beschouwd, omdat Hitler de overgave van de burgerlijke regering maar niet van het leger, in 1918, gebruikte om de Dolkstootlegende te bevestigen. De geallieerden wilden een toekomstig vijandig Duits regime geen enkel juridisch argument geven om een oude ruzie weer op te dissen en beslisten daarom om de regering van Dönitz niet te erkennen, maar in plaats daarvan een document de tekenen waardoor de macht bij vier machten terechtkwam, bij de Geallieerde Controleraad. Op 5 juni 1945 tekenden de bevelhebbers van de vier bezetters een gezamenlijk verdrag, de Verklaring van Berlijn, waarin het Duits bestuur over de natie formeel afgeschaft werd:
De regeringen van de Verenigde Staten van Amerika, de Unie van Sovjet-Socialistische Republieken en het Verenigd Koninkrijk en de voorlopige regering van de Franse Republiek, nemen hierbij de hoogste autoriteit inzake Duitsland op, inclusief alle machten in het bezit van de Duitse Regering, het Opperbevel en elke regering of autoriteit op landelijk, stedelijk of lokaal gebied. De greep, om bovengenoemde redenen, van de vermelde autoriteit en machten betekent niet de annexatie van Duitsland.
[US Department of State, Treaties and Other International Acts Series, No. 1520.]
Deze oplegging was in overeenkomst met Artikel 4 uit het overgavecontract, dat dat ingevoegd zodat het document van de EAC (of iets gelijkaardig) kon opgelegd worden aan de Duitsers naar de militaire overgave. Artikel 4 stelde dat "Deze militaire overgave is zonder vooringenomenheid inzake, en zal vervangen worden door een algemeen overgavecontract, opgelegd door, of in naam van de Verenigde Naties en toepasbaar op Duitsland en de Duits gewapende troepen in het geheel." In werkelijkheid had elk Duits centraal burgerlijk bestuur opgehouden te bestaan met de dood van Hitler en de val van Berlijn. De delen uit de Verklaring van Berlijn formaliseerden slechts de de facto status en plaatste het geallieerde militaire bewind over Duitsland op een stevige juridische basis.
Het eigenlijke uitoefenen van de macht werd gedaan op basis van een model dat voor het eerst werd gebruikt in het "Akkoord inzake Controlemachinerie in Duitsland" dat ondertekend was door de Verenigde Staten, het Verenigd Koninkrijk en de Sovjet-Unie op 14 november 1944 in Londen, gebaseerd op het werk van de Europese Adviescommissie. Duitsland werd verdeeld in drie bezette zones, een Amerikaanse, een Britse en een Sovjetzone. Elke zone werd bestuurd door de opperbevelhebber van de respectievelijke troepen. Later werd ook een Franse zone toegevoegd. Zaken die Duitsland als geheel aangaan werden door de drie opperbevelhebbers gezamenlijk beslist, die voor dit doel één controleorgaan, de Controleraad, vormden.
Het doel van de Geallieerde Controleraad in Duitsland was, net zoals de commissies in andere gebieden die bezet waren door de geallieerden na het verslaan van de asmogendheden, de centrale administratie van het land staande te houden. Dit doel werd echter nauwelijks werkelijkheid in het geval van Duitsland, omdat die administratie volledig om zeep was bij het einde van de oorlog. De taken van de Controleraad werden verder gespecificeerd op de Conferentie van Potsdam op 2 augustus 1945.

## Werking

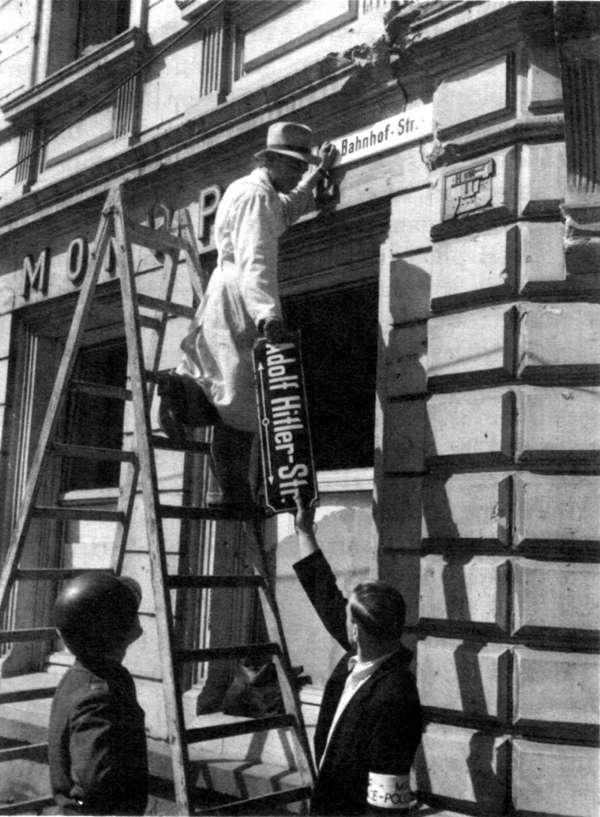
Het verwijderen van een straatnaambord van de Adolf Hitler-Straße, deel van de denazificatie

Op 30 augustus 1945 werd de Controleraad gevormd en de eerste proclamatie uitgevaardigd, die het Duitse Volk informeerde over het bestaan van de Raad en duidelijk maakte dat de bevelen en richtlijnen die door de Opperbevelhebbers in hun respectievelijke zones gegeven werden niet ongedaan gemaakt werden door de invoering van de Raad. De oorspronkelijke leden van de Controleraad waren de volgende: Maarschalk Georgi Zjoekov voor de Sovjet-Unie, Veldmaarschalk Bernard Montgomery voor het Verenigd Koninkrijk, Generaal Dwight Eisenhower voor de Verenigde Staten en Generaal Jean de Lattre de Tassigny voor Frankrijk.
In de daarop volgende tijd vaardigde de Controleraad een heel aantal wetten, richtlijnen, bevelen en proclamaties uit. Ze zorgden voor de afschaffing van naziwetten en -organisaties, demilitarisatie en denazificatie, maar ook voor minder belangrijke zaken als telefoontarieven en het bestrijden van SOA's. De relatie tussen de Westerse geallieerden (vooral de Verenigde Staten en het Verenigd Koninkrijk) en de Sovjet-Unie verzuurden echter snel, en daarmee ook hun samenwerking in de administratie van bezet Duitsland. Tegen protesten van de Sovjets in drongen de twee Engelstalige machten aan op een verhoogde economische samenwerking tussen de verschillende zones en op 1 januari 1947 smolten de Britse en Amerikaanse zones samen tot de Bizone. In de loop van 1947 en begin 1948 begonnen ze de voorbereidingen om de munteenheid te veranderen, wat later zou leiden tot de Duitse mark, en uiteindelijk de vorming van een onafhankelijke West-Duitse staat. Toen de Sovjets dit te weten kwamen, beweerden ze dat zulke plannen een schending waren van de akkoorden van de Potsdamconferentie en dat de Westerse machten duidelijk niet langer geïnteresseerd waren in de controle van de vier machten over Duitsland. Onder zulke omstandigheden had de Controleraad volgens hen geen zin meer. Op 20 maart 1948 stapte Maarschalk Vasili Sokolovski, de vertegenwoordiger van de Sovjets, op uit de vergadering van de Raad, om deze later nooit meer bij te wonen.

## Na de mislukking
Aangezien de Controleraad alleen kon handelen met het akkoord van al zijn vier leden, zorgde deze beslissing ervoor dat het instituut moest sluiten, terwijl de Koude Oorlog een vroeg hoogtepunt bereikte met de blokkade van Berlijn door de Sovjet-Unie. De Geallieerde Controleraad werd niet formeel ontbonden, maar alle activiteiten ervan werden stopgezet, met uitzondering van het bestuur van de Spandaugevangenis, waar personen die veroordeeld waren op de processen van Neurenberg werden vastgehouden tot 1987, en het Berlin Air Safety Center.
De Westerse mogendheden gaven de macht aan de Geallieerde Hoge Commissie in september 1949, die aan de macht bleef tot 1955. In Oost-Duitsland was de Duitse Militaire Sovjetadministratie met haar vertegenwoordiger van het ACC de hoogste autoriteit. Later werd deze positie ook omgevormd tot een Hoge Commissaris, tot de Duitse Democratische Republiek soevereiniteit kreeg.
Duitsland bleef in naam onder militaire bezetting tot 15 maart 1991, wanneer de uiteindelijke ratificatie van het Verdrag over de uiteindelijke regeling inzake Duitsland plaatsvond. Dit, het uiteindelijke vredesbestand, werd getekend door de vier mogendheden en de twee Duitse regeringen en herstelde de Duitse soevereniteit. Het betekende ook het officiële einde van de Geallieerde Controleraad, voor zover deze nog bestond.

## Het gebouw van het Kammergericht

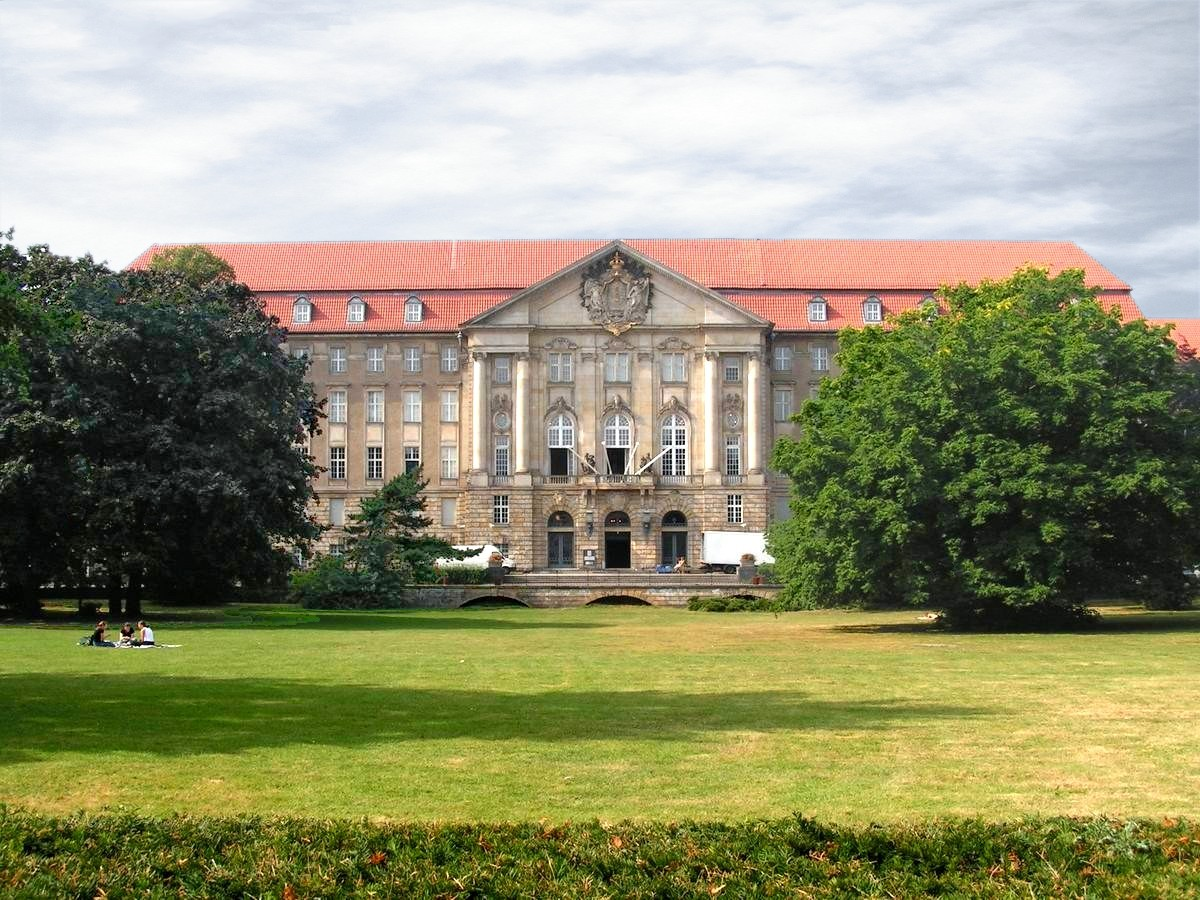
Het gebouw van het Kammergericht

Tijdens zijn korte actieve leven was de Geallieerde Controleraad gehuisd in het voormalige gebouw van het Kammergericht, het hooggerechtshof van Pruisen. Het ligt in Schöneberg, in de Amerikaanse sector van Berlijn.
Het gebouw zelf had enige schade ondervonden van de oorlog en daarbij een centrale toren verloren, maar bleef voor het grootste deel bruikbaar. Na de stopzetting van de meeste activiteiten van de Raad in 1948 trokken alle bezettende machten zich snel terug uit het gebouw, naar hun eigen sectoren in de stad. Hierdoor bleef de faciliteit grotendeels leegstaan.
Slechts een van de organisaties van de vier machten, het Berlin Air Safety Center (BASC), bleef in het gebouw huizen van 1945 tot de val van de muur in 1989. Als een symbool van de aanwezigheid van het BASC werden de vier nationale vlaggen van de bezettende machten elke dag gehesen voor de grote voordeuren. De enige andere tekenen van bewoning waren de enkele schaarse bureaulampen die 's avonds te zien waren uit een kleine hoekkamer van het gebouw - de operatiekamer van het BASC. Van de 550 kamers in het gebouw nam het BASC er minder dan veertig in.
Door de aanwezigheid van het BASC werd het gebouw streng bewaakt door het militaire apparaat van de Verenigde Staten en werd slechts toegang verleend aan selecte leden van de vier machten. Dit leidde tot mysterieuze legendes en spookverhalen over de duistere faciliteit met het grote, granieten beeld dat uitkeek over het park.
Na de val van de Berlijnse Muur en de terugtrekking van de Sovjettroepen uit Berlijn in 1994 werd het gebouw overgedragen aan de Duitse regering. In 1997 trok de oorspronkelijk bewoner, het Kammergericht, weer in het gebouw. Het functioneert nu als het hooggerechtshof van Berlijn.